# Bos javanicus
El banteng (Bos javanicus), también conocido como bantín, es una especie en peligro crítico de extinción de bovino salvaje de la subfamilia Bovinae endémica de los bosques de montaña del sureste asiático.
Por su aspecto recuerda bastante al gaur, pero se diferencia de este en que es más bajo y pequeño, con una joroba más pronunciada sobre los hombros. El pelaje es marrón oscuro en los machos, pudiendo llegar a casi negro en algunos ejemplares, mientras que las hembras (de menor tamaño y cuernos más pequeños) tienen un pelaje pardo claro o rojizo. Como los gaures, viven en manadas y se alimentan de hierbas, hojas de árboles y arbustos y brotes de bambú. 
En la actualidad se encuentran tanto en estado salvaje como doméstico, siendo conocido en este caso como toro de Bali (aunque no es exclusivo de esta isla). Sus depredadores principales son los cuones, tigres y leopardos.

## Hábitat y distribución
La distribución del banteng se extiende por Indochina, Malaca, Sumatra, Java y Borneo. Se estima que el número de bantengs domésticos es de un millón y medio, mientras que solo deben quedar entre 5000 y 11 000 en estado salvaje.

## El banteng como animal doméstico
Se cree que el banteng fue domesticado en 3500 a. C. en Indonesia, y se cría tanto para arar la tierra, como para carne y cuero.

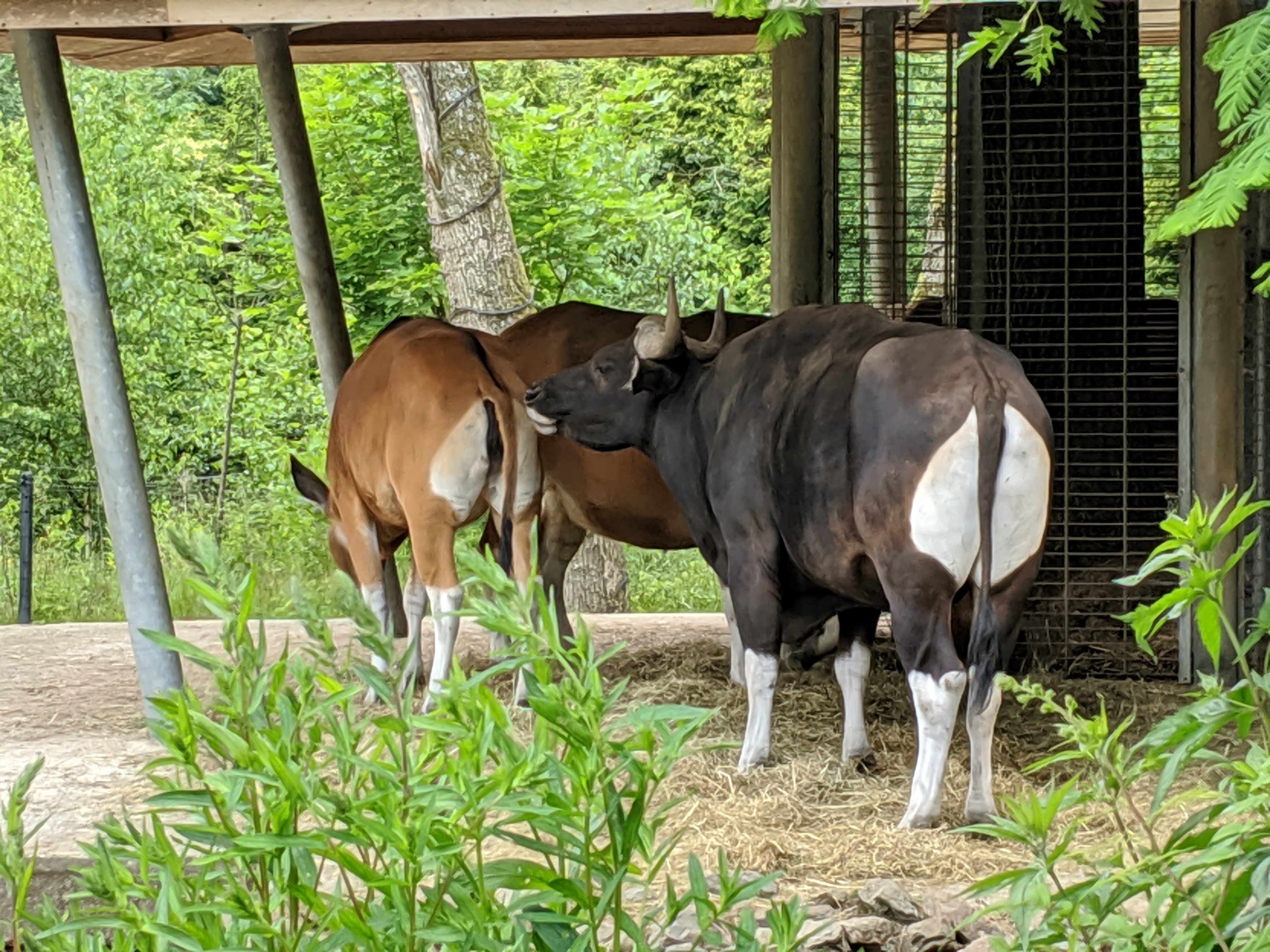

La variedad domesticada del banteng (Bos javanicus domesticus) ha sido introducida como ganado cárnico en lugares más allá del Sudeste asiático, como Australia, las Filipinas y Nueva Guinea. Se cree que la población del banteng en la Península de Coburg, en Australia, cuenta con más de 8000 individuos, a pesar de que estos animales son ganado asilvestrado y considerados como una plaga.

## Clonación
En 2003, ya en peligro de extinción, el vicepresidente del Medical Scientific Development de Worcester, Robert Lanza, anunció al mundo que habían clonado con éxito un banteng.

## Galería

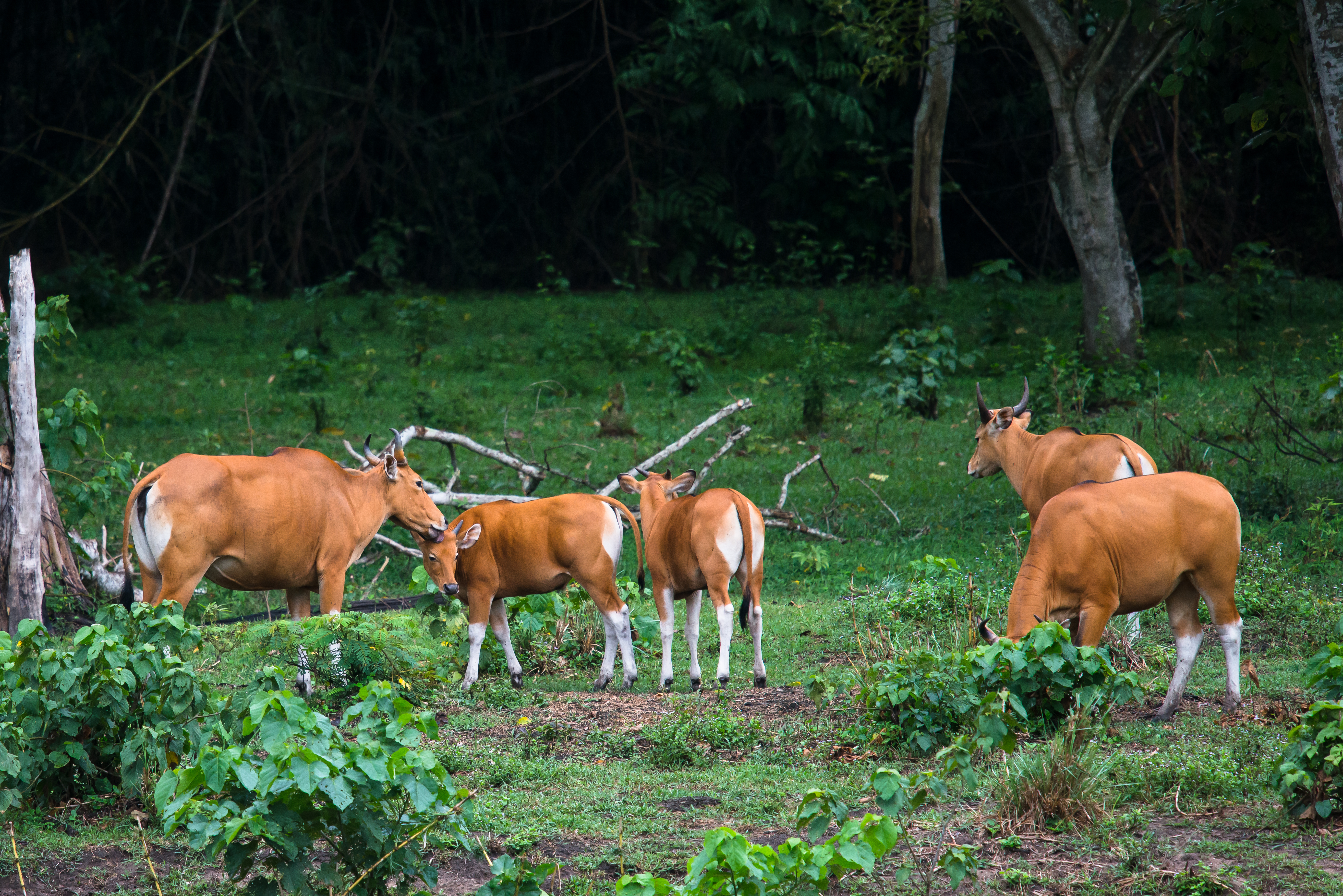
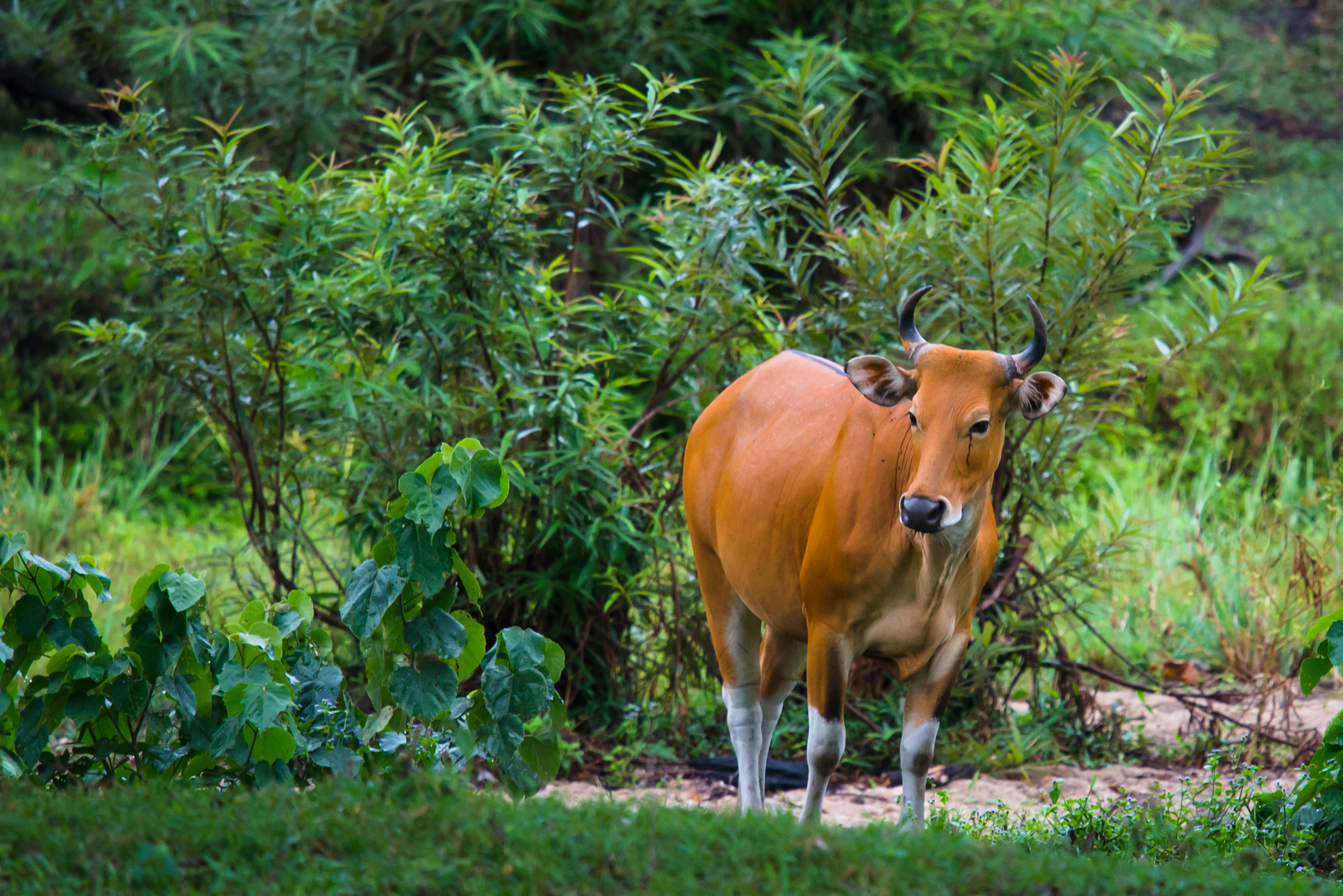